# 佐藤乃莉
佐藤 乃莉（さとう のり、1984年6月7日 - ）は、日本の女優・モデルである。エイジアプロモーション所属。
過去に、芸名''NorA''としても活動していた。

## 来歴
高校卒業後、地元新潟で1年程モデル（フリーペーパー『新潟美少女図鑑』ほか）としてショーやCM等で活動。
その後、演技経験ゼロで、映画『LOVE DEATH-ラブデス-』にて主演デビュー。
また2作目『ミッドナイト・ミートトレイン』で、ハリウッドデビュー。
CDインディーズデビューも果たす。東京とハリウッドを拠点におく。
現在は、ドラマ、映画、舞台、広告等を中心に活躍中。

## 人物
- 高校在学時に雑誌のモデルの経験があり、女優になろうとはっきりと決めたのは、高校3年の時に地元のファッションショーに出演し、グランプリを獲った時である[1]。
- 語学力とアクション習得の為にロスに4年間留学経験がある[2]。
- 特技はアクション演技と英語である[2]。

## 出演

### 映画
- LOVE DEATH-ラブデス-（2007年） - 主演・シーラ 役
- ミッドナイト・ミートトレイン（2007年） ※ハリウッド作品
- はなればなれに（2012年） - 木村レイ 役 ※第25回東京国際映画祭出展
- Judas-ユダ-（2013年） - 神田美々 役
- ごくやん〜極道ヤンキーティーチャー（2015年） - 加山洋子 役
- 天使に“アイム・ファイン”（2016年） - 栗原愛 役
- 月光（2016年） - 主演：カオリ 役 ※第32回ワルシャワ国際映画祭上映
- 猫は抱くもの（2018年6月23日） - ミルミル（サニーズ） 役
- ターコイズの空の下で（2021年2月26日） - タケシのガールフレンド 役

### テレビドラマ
- 秘密諜報員 エリカ（2011年、読売テレビ） - 葛城イリーナ 役
- 匿名探偵（2012年、テレビ朝日）
- ドクターX〜外科医・大門未知子〜（2013年、テレビ朝日）
- SAKURA〜事件を聞く女〜 第8話（2014年、TBS） - 鈴原美和子 役
- 甲殻不動戦記 ロボサン（2014年、テレビ東京） - エマ 役
- ビター・ブラッド〜最悪で最強の親子刑事〜 第2話（2014年4月22日、カンテレ・フジテレビ） - きよみ 役
- なぞの転校生（2014年1月11日 - 3月29日、テレビ東京） - スズシロ 役
- ダブルス〜二人の刑事（2014年、テレビ朝日）
- 翳りゆく夏 第1話（2015年、WOWOW） - 金城由紀子 役
- 砂の塔〜知りすぎた隣人（2016年、TBS） - 三浦篤子 役
- 科捜研の女（テレビ朝日）
  - Season 17 第4話（2017年11月9日） - 海東莉華子 役
  - Season 19 第32話（2020年2月27日） - 朝吹樹里 役
- 絶狼-ZERO- -BLACK BLOOD-（2017年、テレビ東京） - リリィ 役
- 警視庁・捜査一課長 第8話（2018年、テレビ朝日） - 和泉礼香 役
- 微笑む人（2020年3月1日、テレビ朝日） - カスミ 役
- サイレントヴォイス Season2 CASE1（2020年4月11日、BSテレ東） - 江口奈美 役
- 家政夫のミタゾノ 第4シリーズ 第6話（2020年7月10日、テレビ朝日）- チャコ 役
- 特捜9 Season4 第2話（2021年4月14日、テレビ朝日） - 杉山英子 役
- ファイトソング 第9話（2022年3月8日、TBS）- 慎吾の母 役
- スーパーのカゴの中身が気になる私 第6話（2023年8月26日、中京テレビ） - 雪子 役[3]
- イグナイト -法の無法者- 第7話（2025年5月30日、TBS） - 弁護士・江藤 役[4]

### テレビ
- ザ・ラストヒーロー〜ヘラクレスの掟〜（2016年 - 、東海テレビ） - 番組案内人 役
- 私たち鉄印帳はじめます。（2021年10月 - 2022年9月、BS11）

### ＣＭ
- カメラのキタムラ　(2020年 - ）

### 舞台
- 9th Story Concert『Nein』〜西洋骨董屋根裏堂へようこそ〜（2015年）
- クロス（2016年） - 主演

### 受賞歴
- メディキュット「キュットガール」コンテスト　グランプリ受賞（2015年）

### オリジナルビデオ
- 發（アオ）の竜〜逆転の闘牌（2017年5月、オールインエンタテインメント） - 橘さやか 役[5]
- 發（アオ）の竜〜逆転の闘牌 第二章（2017年7月、オールインエンタテインメント） - 橘さやか 役[6]

## 音楽

### アルバム
- NorA（2007年5月、mini album、tearbridge production）